# Konrad Dryden

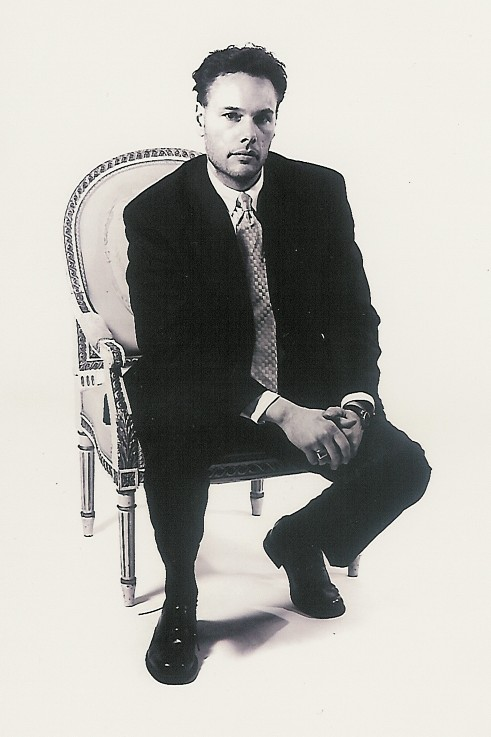
Konrad Dryden

Konrad Claude Dryden (* 13. September 1963 in Pasadena (Kalifornien)) ist ein US-amerikanischer Autor. Er befasst sich mit der italienischen Oper, insbesondere mit der Bewegung des Verismo.

## Familie

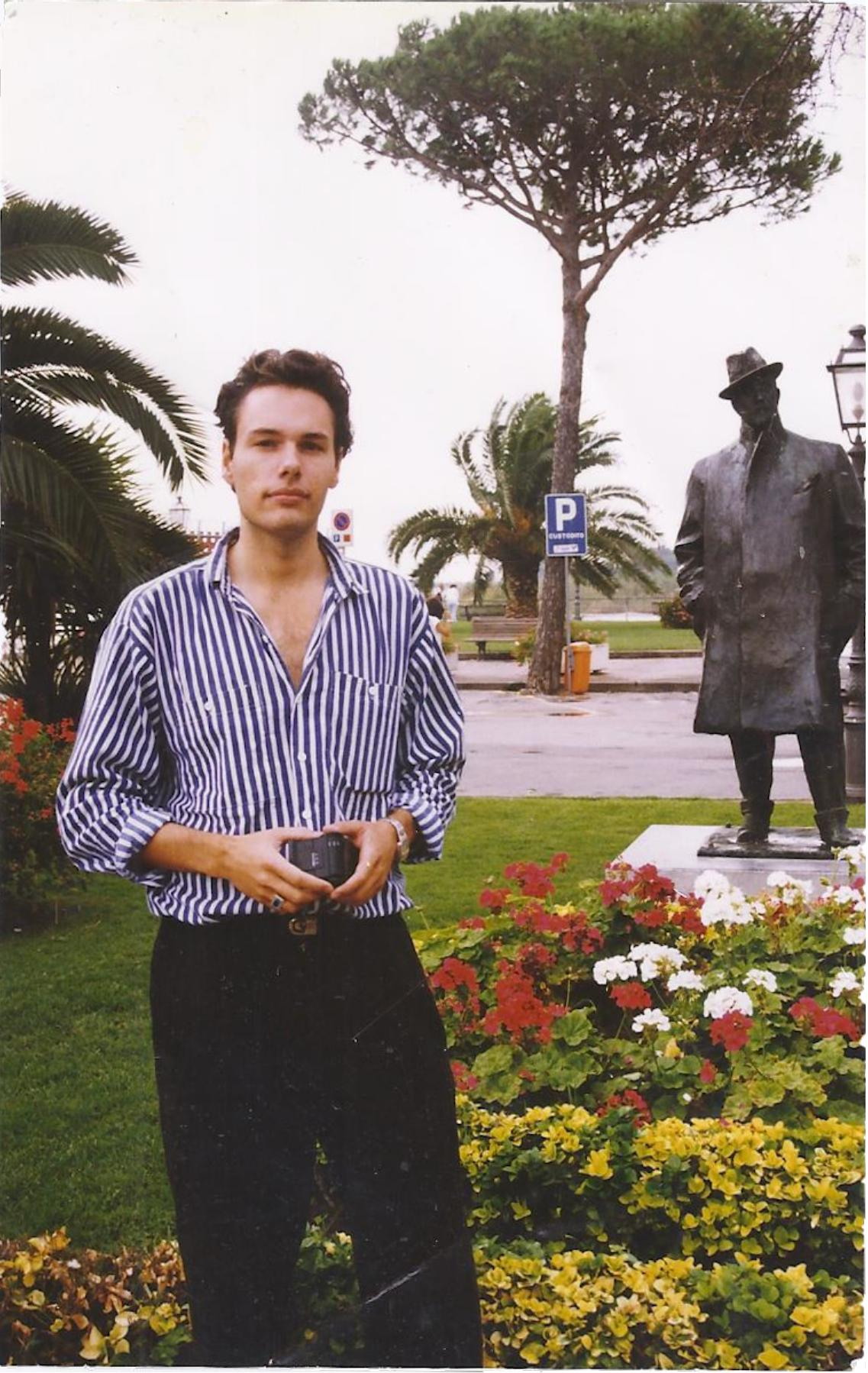
Dryden in Torre del Lago, Italien, 1987

Dryden ist der Sohn des Briten Kenneth Dryden (ein Pilot der Royal Air Force und Nachfahre des Hofdichters John Dryden) und der Deutschen Ingeborg Rudhart, einer Nachfahrin von Ignaz von Rudhart, Premierminister von Griechenland unter der Herrschaft von König Otto von Wittelsbach. Sein Großonkel, Thomas von Rudhart, trug zur Gründung des Germanischen Nationalmuseums in Nürnberg bei.

## Leben
Von seinem Geburtsort Pasadena zog Dryden in jungen Jahren in den Norden Kaliforniens. Der Besuch vieler Aufführungen im War Memorial Opera House in San Francisco erweckte in ihm eine innige Liebe für das lyrische Theater, was ihn 1980 dazu führte, sich als Baritonsänger im San Francisco Conservatory of Music unter dem französisch-kanadischen Tenor Léopold Simoneau ausbilden zu lassen.
Der seit 1981 in Europa wohnhafte Dryden führte seine Opernausbildung mit dem Kavalierbariton-Sänger Karl Schmitt-Walter in München fort. Schmitt-Walter ist bekannt für seine zahlreichen Aufnahmen und seine Mitarbeit an der Neueröffnung der Bayreuther Festspiele nach dem Zweiten Weltkrieg. Nach Schmitt-Walters Tod perfektionierte Dryden sein Handwerk mit dem amerikanischen Tenor James King zwischen 1982 und 1983, sowohl in München als auch in Salzburg.
Darauf folgte ein Umzug nach Feldafing am Starnberger See, wo Dryden über zwei Jahre in Zusammenarbeit mit dem deutschen Bariton-Sänger Josef Metternich verbrachte. In Italien vollendete Dryden seine Ausbildung mit Hilfe der Mezzo-Sopranistin Gianna Pederzini mit dem legendären Baritonsänger Gino Bechi in Florenz. Bechi, einer der bekanntesten Baritonsänger Italiens, hat 1940 in der HMV-Aufnahme von Pietro Mascagnis Cavalleria rusticana Alfio unter der Leitung des Komponisten gesungen.
1987 nahm Dryden ein Album aus Arien und Liedern auf (aufgelistet in Das Orchester im selben Jahr), bevor er 1988 sein Opern-Debüt in einer national ausgestrahlten TV-Produktion von Uberto in Giovanni Battista Pergolesis La serva padrona hatte. Dryden heiratete 1991 die Historikerin Gräfin Florence de Peyronnet (* 1968), das Paar hat einen gemeinsamen Sohn (* 1991).

## Karriere
Im Jahr 1999 veröffentlichte Dryden sein Werk Riccardo Zandonai. A Biography, die erste vollständig dokumentierte Monographie über den Komponisten von Francesca da Rimini, welches auf dem Schauspiel von Gabriele D’Annunzio basiert. Speziell für diese Ausgabe wurden sowohl Vorworte geschrieben von Renata Scotto als auch von Tarquinia Jolanda Zandonai, der Tochter des Komponisten selbst. Eine zweite Biographie, Leoncavallo. Life and Works, mit einem Vorwort von Plácido Domingo und Piera Leoncavallo erschien 2007. Eine frühere Edition, gesponsert von Baronin Hildegarde von Münchhausen, welche einen großen Teil des Nachlasses des Komponisten erworben hat, erschien ebenfalls 2007. Nach dieser Publikation nahm Dryden an einer Reihe von Interviews für den deutschen Rundfunksender (NDR) und die Bayerischen Kammeroper teil. Seine neueste Biographie, Franco Alfano. Transcending Turandot (Vorwort von Magda Olivero), wurde im Jahr 2010 veröffentlicht. Für diese Monographien übersetzte Dryden sämtliches archiviertes Material in den Sprachen Deutsch, Italienisch und Französisch ins Englische.
Seit dem Jahr 2000 verfasst Dryden regelmäßig Essays und Artikel für folgende Opernhäuser und Konzerthallen: San Francisco Opera; Royal Opera, Covent Garden; Metropolitan Opera, New York; Teatro Real, Madrid; Concertgebouw, Amsterdam; Gran Teatre del Liceu, Barcelona; Opéra de Paris; San Diego Opera; Wexford Festival Opera; Rome Opera; Deutsche Oper Berlin und English National Opera. Er hält Vorträge in den Vereinigten Staaten von Amerika, in der Schweiz und in Deutschland und schreibt Artikel für Opera Quarterly, cpo, Naxos und Die Musikforschung. Drydens Biographie wurde im 267. Band des Nachschlagewerks Contemporary Authors im Jahre 2008 veröffentlicht.
Zwischen 2000 und 2003 war Dryden mitwirkender Redakteur des deutschen Magazins Opernglas. Während dieser Zeit wurde er für zahlreiche Interviews bekannt, die sich mit den Personen Magda Olivero, Carlisle Floyd, Birgit Nilsson, Astrid Varnay, Wolfgang Wagner, Simonetta Puccini, Inge Borkh, Gina Cigna, Dame Eva Turner, Maria Carbone, Adelaide Saraceni, Virginia Zeani und Alexander von Jugoslawien befassten. Bis zu ihrem Tod pflegte Dryden eine Freundschaft mit der Bestseller-Schriftstellerin Barbara Cartland.
Dryden wird anerkannt für seine progressive Forschung der Musikgeschichte im Reich der italienischen Opernkomponisten während der Jahrhundertwende, die sich vor seinen Werken beinahe ausschließlich auf Puccini konzentrierte. Seine Enthüllungen originaler Manuskripte – ob von den Komponisten Giacomo Meyerbeer und Ruggiero Leoncavallo oder vom Schriftsteller E.T.A. Hoffmann – gab vielen Archiven die Möglichkeit, unersetzliches Material zu erlangen. Diese Fundstücke halfen ebenfalls dabei, fehlerhafte geschichtliche Daten, die sich jahrzehntelang in Literaturhinweisen, unter anderem in The New Grove Dictionary of Music and Musicians und in der deutschen Musikenzyklopädie MGG, wiederfanden, zu berichtigen. Ob es nur das ungenaue Datum von Leoncavallos Geburt war oder dass seine Oper Edipo Re lediglich eine Adaption des früheren Der Roland von Berlin oder etwa dass sein Sardou-basierender Jeunesse de Figaro nie existiert hat, war vor der Veröffentlichung von Drydens Werken größtenteils unbekannt. Dryden wurde 2003 an der Philipps-Universität Marburg promoviert. Seit 2004 ist er als Professor im Nebenberuf an der University of Maryland University College-Europe tätig.

## Werke
- Riccardo Zandonai. A Biography. Lang, Frankfurt am Main u. a. 1999, ISBN 0-8204-3649-6.
- Leoncavallo. Life and Works. Scarecrow Press, Lanham MD u. a. 2007, ISBN 978-0-8108-5880-0 (Zugleich: Marburg, Universität, Dissertation, 2003).
- Franco Alfano. Transcending Turandot. Scarecrow Press, Lanham MD 2010, ISBN 978-0-8108-6970-7.